# Laurelle Brown
Laurelle Brown (18 de octubre de 1994) es una deportista zimbabuense que compite en triatlón. Ganó una medalla de plata en los Juegos Panafricanos de 2019 en la prueba femenina individual.

## Palmarés internacional
| Juegos Panafricanos | Juegos Panafricanos | Juegos Panafricanos | Juegos Panafricanos |
| Año                 | Lugar               | Medalla             | Prueba              |
| ------------------- | ------------------- | ------------------- | ------------------- |
| 2019                | Rabat (Marruecos)   | Medalla de plata    | Individual          |